# 原钛酸锌
原钛酸锌是一种无机化合物，化学式为Zn2TiO4，它是锌的钛酸盐之一，具有尖晶石结构。它具有高热稳定性（~1550 °C）和化学稳定性，可用作无机颜料。它可由氧化锌和二氧化钛的固相反应制得。它和硫化氢在高温反应，生成硫化锌、二氧化钛等物质。